# Zakłady Chemiczne Wizów
Zakłady Chemiczne Wizów S.A. – polskie przedsiębiorstwo chemiczne, z siedzibą w miejscowości Łąka koło Bolesławca w powiecie bolesławieckim w województwie dolnośląskim.
Firma została powołana do życia w 1948 jako producent kwasu siarkowego. O lokalizacji zadecydowały pobliskie pokłady gipsu i anhydrytu oraz możliwość wykorzystania uzbrojonego terenu pozostałego po poniemieckiej hucie miedzi. Produkcję kwasu siarkowego uruchomiono w 1951 r.
W latach 1969–1979 uruchomiono instalacje produkcji kwasu fosforowego, a następnie soli fosforowych. Do lat 80. XX w. Wizów był jedynym producentem trójpolifosforanów sodowych, wykorzystywanych do produkcji detergentów.
W 2005 roku spółka Wizów nabyła Paczkowskie Zakłady Chemii Gospodarczej Pollena.
W sierpniu 2006 dostarczająca energię do Wizowa firma Polish Energy Partners złożyła wniosek o upadłość zakładów ze względu na zaległości w płatnościach. 6 listopada 2006 sąd rejonowy w Jeleniej Górze ogłosił upadłość Zakładów.
Do końca 2014 roku większość produkcyjnych i magazynowych zabudowań zakładu została ostatecznie rozebrana. Pozostałe na miejscu budynki znajdują się w ruinie. Pozostałością po zakładach chemicznych jest hałda fosfogipsów w północnej części „Wizowa”[niewiarygodne źródło?].
W 2017 roku 101 hektarów terenu z budynkami i około 10 hektarów hałd po zakładach Wizów zakupiła Tyczyńska Fabryka Urządzeń Wentylacyjnych Tywent Spółka z o.o.

## Prezesi
- Henry Nech (2002–2003)
- Andrzej Kociubiński
- Grzegorz Rebajn
- Piotr Ulatowski
- Andrzej Łubniewski